# Gujarati Vishwakosh

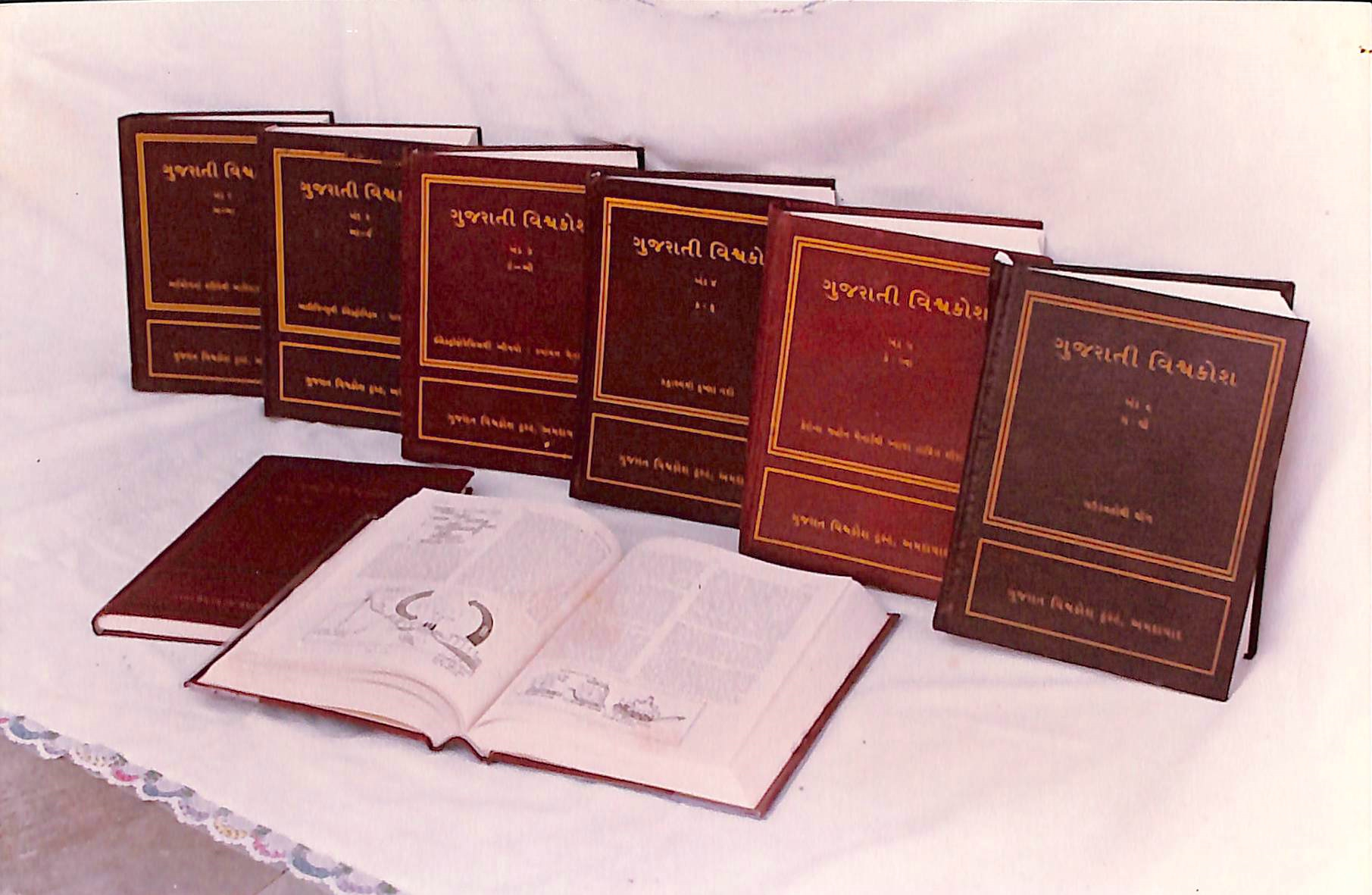
Quelques volumes de la Gujarati Vishwakosh.

Gujarati Vishwakosh (en gujarati : ગુજરાતી વિશ્વકોશ, soit Encyclopédie gujarati) est une encyclopédie en gujarati, une des langues officielles de l'Inde, publiée par le Gujarat Vishwakosh Trust, à Ahmedabad, en Inde. Elle peut être considérée comme la première encyclopédie complète en langue gujarati. Sous la direction de l'écrivain Dhirubhai Thaker (en), la rédaction de l'œuvre a commencé en 1985 et s'est achevé en 2009. Elle se compose de 25 volumes avec 23 090 articles.

## Histoire
Après la fondation de l'État du Gujarat en 1960 sur la base de la langue gujarati, il y a un besoin de littérature disponible pour le public gujarati. Après des années d'efforts de la part de l'écrivain gujarati Dhirubhai Thaker (en), le Gujarat Vishwakosh Trust est créé en décembre 1985 et est constitué de nombreux universitaires et personnalités de diverses disciplines. Le travail de création de cette vaste encyclopédie commence cette même année sous la direction de Dhirubhai Thaker. Le but initial est de créer 20 volumes (avec un volume d'introduction supplémentaire), mais lorsqu'elle est achevée en 2009, l'encyclopédie comprend 25 volumes, soit plus de 23 090 articles.

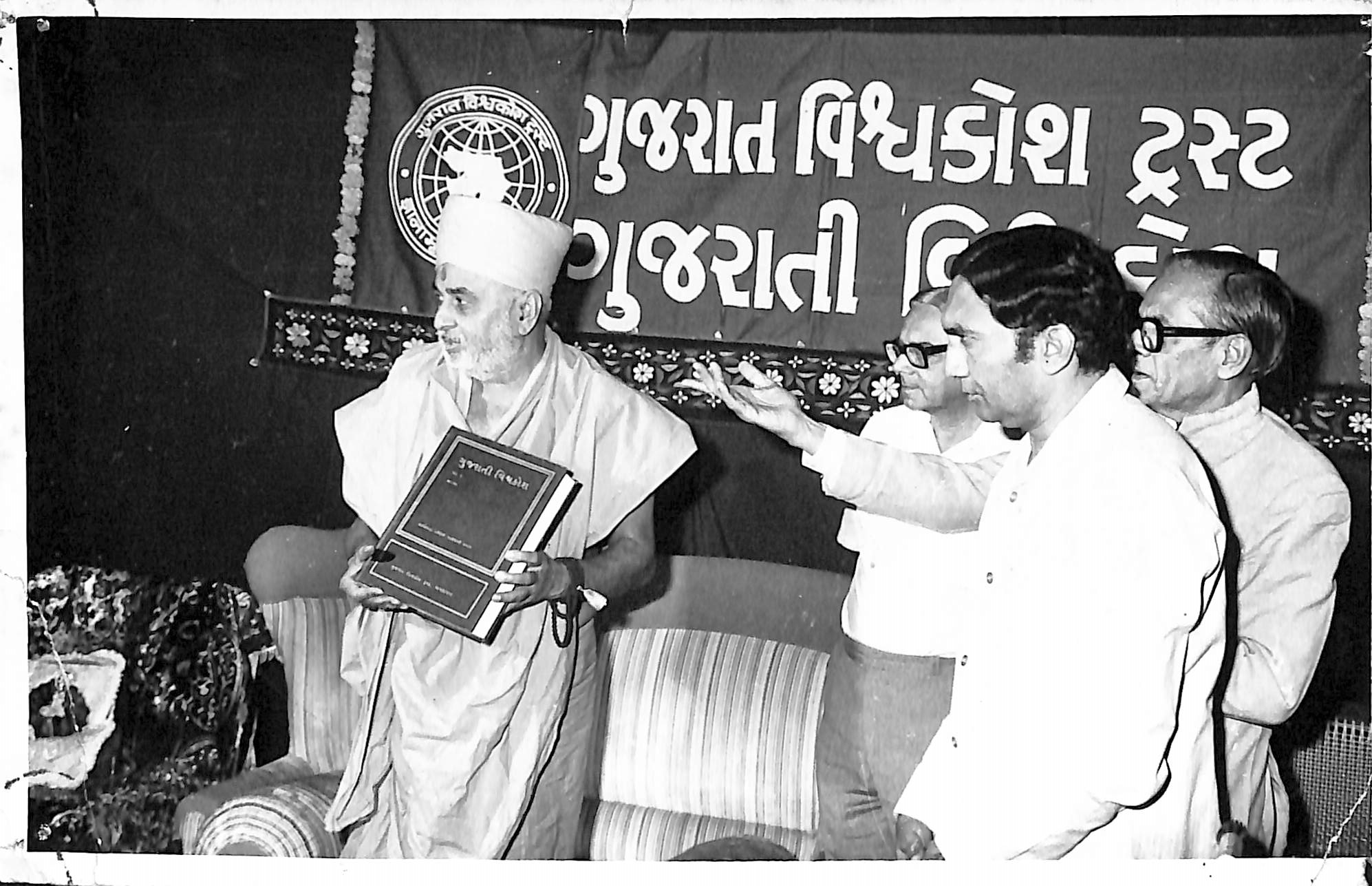
Inauguration du premier volume de la Gujarati Vishwakosh par le guru Pramukh Swami Maharaj, le 2 décembre 1989.

Le premier volume de Gujarati Vishwakosh est paru le 2 décembre 1989 ; il est inauguré par le guru Pramukh Swami Maharaj (en). Il contient 1 474 articles au total, dont 491 en sciences humaines, 437 en sciences sociales et 488 en sciences physiques, le reste portant sur des sujets divers. Il compte 53 monographies et 793 brefs comptes rendus, le reste étant des articles de taille moyenne. Il a bénéficié de la coopération de 365 contributeurs. Le deuxième volume est publié le 7 octobre 1990. Il compte plus de 1 000 pages et 912 entrées dont 280 en sciences humaines, 285 en sciences sociales et 347 en sciences physiques. Il comporte 31 monographies d'études approfondies. Il a bénéficié de la coopération de 401 contributeurs. Le 25e et dernier volume est paru le 15 décembre 2009.
Le projet, qui a finalement coûté 25 M₹, a été financé par des donateurs.
Kumarpal Desai (en), administrateur du Gujarat Vishwakosh Trust, a déclaré en 2010 : « C'était une tâche noble et beaucoup de travail et de dévouement ont été consacrés à cet énorme effort avec le soutien de centaines de personnes. C'est un cadeau de 50 ans pour le Gujarat. »

## Contenu
Dans la version finale de l'encyclopédie, les 25 volumes contiennent 23 090 articles écrits par 1 593 personnes. Parmi eux, 7 965 articles sur des sujets littéraires ; 7 935 sur les sciences ; 7 190 sur la sociologie ; on compte 6 967 biographies, 538 longs articles ainsi que 11 296 illustrations. Chaque volume compte plus de 1 000 pages.